# Le Trésor de Pancho Villa
Pour plus de détails, voir Fiche technique et Distribution.
Le Trésor de Pancho Villa (titre original : The Treasure of Pancho Villa) est un western américain réalisé par George Sherman, sorti en 1955.

## Synopsis
En 1915, un aventurier américain décide de faire parti des partisans révolutionnaires de Pancho Villa.

## Fiche technique
- Titre : Le Trésor de Pancho Villa
- Titre original : The Treasure of Pancho Villa
- Réalisation : George Sherman
- Scénario : Niven Busch d'après une histoire de J. Robert Bren et Gladys Atwater
- Musique : Leith Stevens
- Photographie : William E. Snyder
- Montage : Harry Marker
- Direction artistique : Jack Okey
- Production : Edmund Grainger
- Société de production : Edmund Grainger Productions
- Pays de production :  États-Unis
- Langue : anglais
- Format : Couleur (Technicolor) - Son : Mono (RCA Sound Recording)
- Genre : Western
- Durée : 92 minutes
- Dates de sortie : 
  - États-Unis : 19 octobre 1955
  - France : 13 juillet 1956

## Distribution
- Rory Calhoun  (V.F : Marc Cassot)  : Tom Bryan
- Shelley Winters  (V.F : Jacqueline Porel)  : Ruth Harris
- Gilbert Roland  (V.F : Roger Treville)  : Juan Castro
- Joseph Calleia : Pablo Morales
- Fanny Schiller : Laria Morales
- Carlos Múzquiz  (V.F : Jean-Henri Chambois)  : Commandant
- Tony Carbajal (V.F : Serge Lhorca) : Farolito
- Pasquel Pena (V.F : Raymond Rognoni) : Ricardo